# Crime organisé indo-canadien
Le crime organisé indo-canadien est un terme qui désigne les groupes criminalisés installés au Canada dont les membres sont primordialement d'origine indienne.

## Activités
L'activité criminelle principale de ces groupes indo-canadiens est le trafic d'héroïne. Les chefs possèdent des connexions en Inde afin d'importer la drogue. Ils s'adonnent aussi à d'autres genres d'activités criminelles comme l'extorsion, l'enlèvement, la prostitution, les contrats d'assassinats, ainsi que plusieurs autres. 

## Liste des gangs criminalisés indo-canadiens[2]
Brown Side Thugz: implanté dans la ville Surrey, ce groupe s'adonne au trafic de stupéfiants, le trafic d'armes, le commerce du sexe, l'enlèvement et le meurtre.
Daku Killaz: localisé dans le secteur de Vancouver-Est, Daku Killaz est connu pour être un des gangs indo-canadiens les plus violents au Canada. Les spécialités de ce gang sont les invasions de domiciles, l'enlèvement, le meurtre et le trafic d'êtres humains.
Dosanjh Brothers: connu pour être le premier gang du crime organisé indo-canadien à s'implanter dans la ville de Vancouver. Il avait été fondé par les deux frères, Ron et Jimmy Dosanjh, tous deux assassinés en 1994 et 1995. Peu de temps après, Bindy Johal prit les rênes du groupe jusqu'à son assassinat le 20 décembre 1998. 
The Elite: groupe criminel dont la zone d'influence est la ville de Richmond.
FBK: Groupe criminel de Vancouver-Sud.
Mobtown Crew: considéré comme une mafia indo-canadienne dont la zone d'activité est dans le Vancouver-Est.

## Dans la fiction
En 2015, le long-métrage, Beeba Boys, écrit, coproduit et réalisée par la cinéaste indo-canadienne mis en nomination à l'Oscar, Deepa Metha. Le film met en scène un groupe du crime organisé indo-canadien situé dans la grande ville de Vancouver.